# Димитрина Германова
Димитрина Германова Германова е българска певица и актриса. Известна е с участието си в десетия сезон на музикалното риалити „Гласът на България“, както и с озвучаването на три филма.

## Биография
Родена е на 8 май 2004 г. в град Добрич, Република България.
Като дете е част от студиото за рок и поп певци „Сарандев“ към Младежкия център в Добрич.
През май 2023 г. завършва езиковата гимназия „Гео Милев“.
На 30 август 2023 г. кандидатства в Американския университет в България, където изучава бизнес администрация и журналистика и комуникации.
Играе в Държавната опера във Варна, където участва в мюзикълите „Цар лъв“, „Оркестър без име“ (базиран на едноименния филм, където играе Ваня), „Красавицата и звяра“, „Коралайн“, „Коса“ и „Бодигард“.
През 2016 г. участва в националната селекция „Децата на България са супер“ на „Детската Евровизия“, който се излъчва по БНТ 1.
През 2017 г. участва в предаването „Шоуто на Слави“, където е класирана втора в конкурса за избор на сценична партньорка на господин Андреев.
През 2020 г. записва първата си официална песен „Скрита сила“.
През септември 2023 г. участва в десетия сезон на риалити шоуто „Гласът на България“. Тя влиза в отбора на Мария Илиева.

## Кариера на озвучаваща актриса
Германова дублира филми, записани в дублажно студио „Александра Аудио“ от 2021 г. Работила е с режисьорите на дублажа Мариета Петрова, Василка Сугарева и Ваня Иванова, както и музикалната режисьорка Десислава Софранова.

### Роли в озвучаването
Германова има 4 участия в дублажа.
1. „Енканто“ – Изабела Мадригал (Даян Гереро), 2021[1]
2. „Имало едно време едно студио“ – Други гласове, 2023[17]
3. „Злосторница“ – Несароуз, 2024
4. „Малката русалка“ – Ариел (Хали Бейли), 2023[2][3]
5. „Снежанка“ – Снежанка (Рейчъл Зиглър), 2025

## Награди
1. 2016 г. – Второ място на националната селекция „Децата на България са супер“ в „Детска Евровизия“[18][8]
2. юли 2019 г. – три медала за Световния шампионат по сценични изкуства WCOPA, Холивуд
3. юли 2021 г. – „Гран При“[19]
4. юли 2022 г. – награда за 31-вия международен фестивал на изкуствата „Славянски базар“ във Витебск, Беларус.[20][21][22][23]
5. септември 2022 г. – Награда за международния конкурс „Сребърна Янтра“, гр. Велико Търново[24]
6. октомври 2021 г. – годишна награда „Добрич“ за млад творец[25]
7. декември 2022 г. – Награда „Гран При“, гр. Велико Търново[26]